# Jeg er ikke en letlevende mand
Jeg er ikke en letlevende mand (fransk: Je ne suis pas un homme facile) er en fransk romantisk komediefilm fra 2018. 

## Medvirkende
| Skuespiller             | Rolle             |
| ----------------------- | ----------------- |
| Vincent Elbaz           | Damien            |
| Marie-Sophie Ferdane    | Alexandra         |
| Pierre Bénézit          | Christophe        |
| Moon Dailly             | Alexandras træner |
| Blanche Gardin          | Sybille           |
| Camille Landru-Girardet | Ludovic           |
| Céline Menville         | Lolo              |